# Ælfthryth
Ælfthryth (morte entre 999 et 1001), également appelée Alfrida, Elfrida ou Elfthryth, est la seconde ou troisième épouse du roi Edgar le Pacifique et la mère d'Æthelred le Malavisé. C'est la première épouse royale à avoir été couronnée et ointe reine d'Angleterre avec certitude. Elle dispose d'un pouvoir politique important, et est impliquée dans le meurtre de son beau-fils Édouard le Martyr. Dans de nombreux contes médiévaux, elle représente la figure de la mauvaise reine et de la marâtre.

## Biographie

### Origines
Ælfthryth est la fille de l'ealdorman Ordgar et d'une femme de la famille royale du Wessex. La base de pouvoir de sa famille se situe dans l'ouest du Wessex : Ordgar est inhumé à Exeter et son fils Ordwulf fonde (ou refonde) l'abbaye de Tavistock, dans le Devon.
D'après l'hagiographie d'Oswald de Worcester rédigée par Byrhtferth, Ælfthryth épouse en premières noces l'ealdorman Æthelwald, fils d'Æthelstan Demi-Roi. Les sources d'époque ne donnent pas la date de décès d'Æthelwald, pas plus que sa cause. On ne lui connaît aucun enfant d'Ælfthryth. Les sources ultérieures, comme la chronique de Guillaume de Malmesbury, développent l'histoire de manière romanesque.
D'après Guillaume, la rumeur de la beauté de la fille d'Ordgar serait parvenue aux oreilles du roi Edgar, alors en quête d'une reine. Il envoie Æthelwald à la rencontre d'Ælfthryth et commande à l'ealdorman de demander la main de la jeune fille pour lui si sa beauté est à la hauteur de sa réputation. Tombé sous le charme, Æthelwald prétend au roi qu'elle est hideuse et l'épouse lui-même. Le roi finit par découvrir le pot aux roses et, afin de piéger son vassal menteur, prétend vouloir rendre visite à la malheureuse. Inquiet, Æthelwald demande à sa femme de se faire aussi laide que possible pour la venue du roi, mais celle-ci fait exactement le contraire. Edgar, tombé amoureux, tue Æthelwald lors d'une partie de chasse afin de pouvoir se marier avec elle.

### Reine
D'une première union avec Æthelflæd Candida, Edgar a eu un fils, Édouard. Il a également une fille, Eadgyth, issue de son union avec Wulfthryth, qui est peut-être sa deuxième femme, ou une simple concubine. Des impératifs politiques dictent le mariage d'Edgar et Ælfthryth : le pouvoir du premier est le plus fort en Mercie, tandis que la famille d'Ælfthryth est puissante dans le Wessex. En outre, Ælfthryth semble avoir été également apparentée à la famille de l'ealdorman de Mercie Ælfhere,.
Edgar épouse Ælfthryth en 964 ou 965. En 966, elle donne naissance à un fils, nommé Edmond. Dans une charte de la même année, l'enfant est appelé clito legitimus (« ætheling légitime »), apparaissant avant son demi-frère aîné Édouard dans la liste de témoins. Edmond meurt jeune, vers 970, mais Ælfthryth a entre-temps donné naissance à un deuxième fils, Æthelred,,.
Le roi Edgar organise une cérémonie du sacre à Bath le 11 mai 973, peut-être pour asseoir son autorité en tant que souverain de toute la Grande-Bretagne. Lors de cette cérémonie, Ælfthryth est elle aussi couronnée et ointe, lui octroyant un statut plus élevé qu'aucune épouse d'un roi anglais avant elle,.

### Reine douairière
À sa mort, en 975, Edgar laisse deux fils : Édouard et Æthelred. Le premier, presque adulte, bénéficie du soutien des archevêques Dunstan de Cantorbéry et Oswald d'York, ainsi que du frère du premier mari d'Ælfthryth, l'ealdorman Æthelwine d'Est-Anglie. Les prétentions au trône d'Æthelred, encore enfant, sont soutenues par sa mère, l'évêque Æthelwold de Winchester et l'ealdorman de Mercie Ælfhere. Édouard obtient gain de cause,.
Le 18 mars 978, Édouard est tué par des serviteurs d'Ælfthryth alors qu'il venait lui rendre visite à Corfe. Il est rapidement considéré comme un martyr, et Ælfthryth accusée de son meurtre. Æthelred étant encore jeune, sa mère assure la régence jusqu'à sa majorité, en 984. À cette date, ses anciens alliés Æthelwold et Ælfhere sont morts, et elle quitte la cour. Elle reste cependant une personnalité de premier plan et s'occupe des enfants d'Æthelred et de sa première femme Ælfgifu,,.
Ælfthryth s'intéresse particulièrement aux réformes monastiques prenant place sous le règne de son mari. Vers 986, elle fonde l'abbaye de Wherwell, un couvent bénédictin dans le Hampshire, où elle se retire pour vivre ses dernières années. Elle y meurt un 17 novembre en 999, 1000 ou 1001.